# スイングゴルフ パンヤ
『スイングゴルフ パンヤ』は、テクモ（現・コーエーテクモゲームス）から2006年12月2日に発売されたWii用のゴルフゲームである。
PC用オンラインゴルフゲーム『スカッとゴルフ パンヤ』の移植作品であり、Wii本体と同時発売されたゲームのひとつでもある。北米圏では『Super Swing Golf』、EU圏では『PangYa! Golf With Style』というタイトルでリリースされている。
2007年11月29日には、続編『スイングゴルフ パンヤ 2ndショット!』がWiiで発売された。2008年4月には朝鮮語にローカライズされた『2ndショット!』が韓国国内でWii本体と同時発売された。

## PC版との相違点
コース
Wii版発売時点でPC版に実装されていた12コースのうち、最も直近のDeepInfernoを除く11コースでプレイできる。
PC版でWaterHazard扱いとなる区域が、Wii版ではOBで処理されるホールがある。（例：IceCannonの14番ホールなど）
ショット
ショットはWiiリモコンを駆使し実際にゴルフのスイングをすることでショットができる。ズレやブレの無い正確なスイングをすることで、パンヤショットとなりスイングボーナスが入る。トマホークやコブラといった特殊ショットは、コマンドを入力する必要はなく、パワーショットが打てるときに出るメニューから選択するのみである。
また、オプション画面からボタン操作によるショットを選択することも可能。この場合、PC版と同じコマンドにて特殊ショットを打つことができる。
一方で、左右方向に傾斜がある地点からショットするときのボールの曲がる方向が、PC版（および物理学的）とは逆になっている（右上がりからのショットは右方向、左上がりからのショットは左方向に飛ぶ）。
キャラクターデザイン
キャラクターの頭身が若干上がっている。キャラクターの鼻が高く、鼻筋が通っている。セシリアの目の色が違う（PC版では緑寄りの青、本作では深い青）。
キャラクターについてはスカッとゴルフ パンヤの登場人物を参照のこと。
新モード
いままでのストーローク、チームマッチのほかに、ストーリーを楽しみながらCPUとマッチプレイをおこなう「パンヤフェスタ」、ほかのプレイヤーの妨害を受けつつバルーンを破壊する「バルーンクラッシュ」が追加される。
衣装
各キャラクター向けオリジナル追加衣装、およびテクモの格闘ゲーム「デッド オア アライブ シリーズ」の衣装が追加される
消費アイテム
特殊アズテック・特殊リングが永久使用できる。ただし、ウォーターアズテックは実装されていない。
Wii版でしか手に入らないアズテックが3種類存在する。うち、2種類は公式サイトで入手したパスワードを用いることで獲得可能。
BGM
BGMはおおよそPC版の曲と同じであるが、本作用にアレンジが加えられている。また、モード追加に伴い新たに加えられた新曲も存在する。
ステータス値
ランクによるコントロール・正確度のペナルティ緩和がない。スイングモードのみコントロール値はパンヤゾーンが拡大する。
その他
原作（スカッとゴルフ パンヤ）の公式サイトのコーナーで使われていたあるキャラネタが使用されている。
ワイド表示しても両サイドに黒い帯が入る。
Wi-Fiを利用したオンライン対戦には非対応。

## 『2ndショット!』の発売にあたっての変更点
新ショット（スパイク・ダブルパワー）や新コース（DeepInferno・IceSpa・PinkWind）、パーティーモードに強化が図られている。さらに「パンヤフェスタ」に代わって、すごろくのようにフィールドを移動する「ツアーモード」が登場する。
追加衣装では「NINJA GAIDEN Σ」のレイチェルとハヤブサや「KARAKURI」のコロボットや「アルゴスの戦士 マッスルインパクト」の主人公や「ソロモンの鍵」の主人公ダーナや「マイティボンジャック」の主人公ジャックの衣装などが登場する。
ステータス値では、コントロール・正確度のペナルティ自体が適用されていない。また、正確度がコントロールに、カーブがスピンにそれぞれ統合された。これにより、この2つのパラメータに作用するアイテムが手に入らなくなっている。
前作では仕様として処理された、傾斜からのショットにおける飛ぶ方向が（物理学的に）正しいものになった。
また、PC版の公式サイトでは、追加予定として声優についてのアンケートをとっていた。その結果を元に「2ndショット!」では（ポンタを除き）キャラクターボイスが付く。
- ケン（声：松元恵）
- エリカ（声：植田佳奈）
- ダイスケ/タンプー（声：茶風林）
- セシリア（声：生天目仁美）
- マックス（声：高橋広樹）
- クー（声：釘宮理恵）
- アリン（声：川澄綾子）
- カズ（声：緑川光）
- ピピン（声：中原麻衣）
- キューマ（声：千葉進歩）
- ドルフ（声：鈴木晶子）
- ロロ（声：遠藤綾）
- カディエ/ティッキー（声：川上とも子）

上記に関連してPC版では「2ndショット!」発売記念として、今作と同じ声優の声が出せる「マジカルボイスクラブセット」と「ミラクルボイスクラブセット」を2007年11月29日から期間限定でCP販売・CPガチャが配布された。
細かい仕様の追加点として、フォームチェックが可能になるスイングバロメーターや、必ずパンヤが出せるラッキーインパクトクラブが初心者向けに最初から実装されている。

## PC版やWebページとの連携
本作にはパスワードを入出力できる機能があり、PC版「スカッとゴルフ パンヤ」やテクモの本作のWEBページから得たパスワードを入力すると、何もクリアしなくとも1人だけキャラを追加したり、本作オリジナルの衣装を追加したりすることができる。また本作で得たパスワードをPC版に入力するとオリジナルのアイテムを得たりといったサービスが受けられる。PC版のパスワード連携機能は2006年12月7日に実装された。また2ndショット!でもゲームを進めるとPC版で使えるオリジナルマスコットや衣装がもらえるパスワードが取得できる。2ndショット!におけるPC版のパスワード連携機能は2007年11月29日の発売日より実装されている。